# Joseph-François Malgaigne

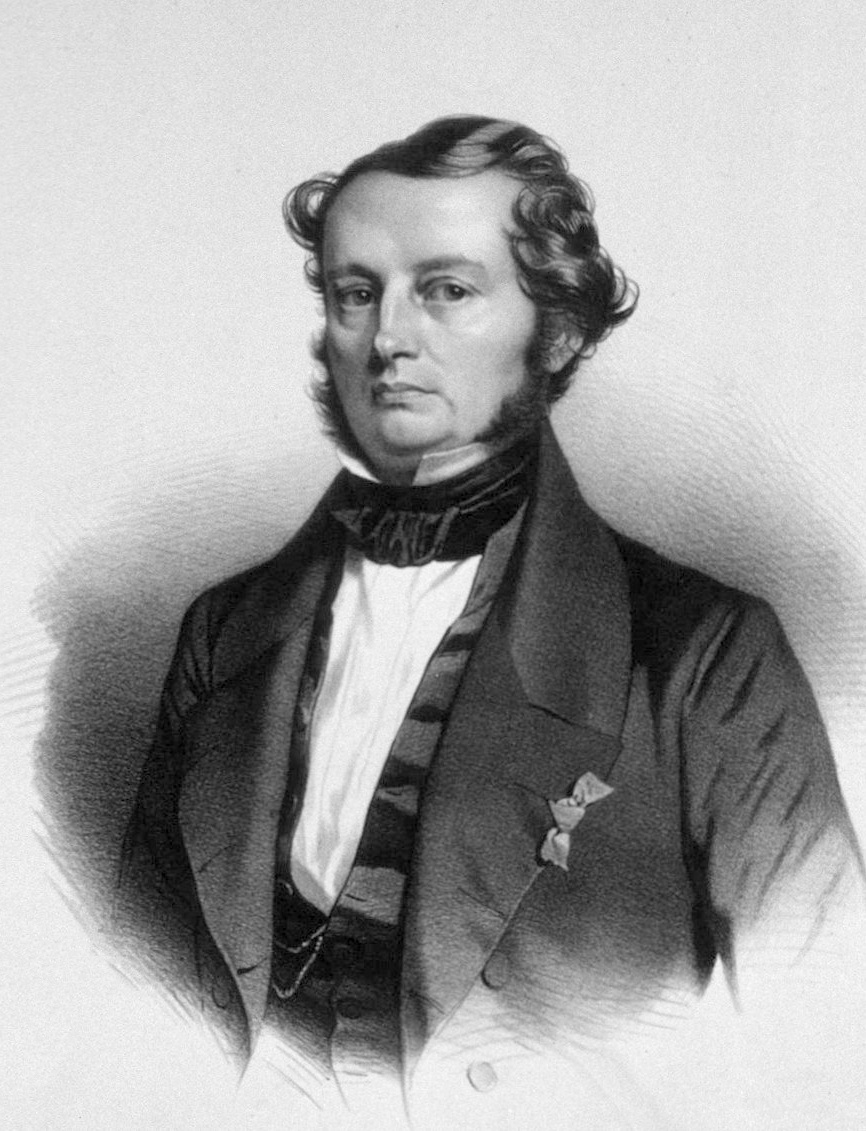
Joseph-François Malgaigne, vor 1851

Joseph-François Malgaigne (* 14. Februar 1806 in Charmes sur Moselle; † 17. Oktober 1865 in Paris) war ein französischer Chirurg.

## Leben und Wirken
Malgaignes Vater war ein Landchirurg, der als Gesundheitsoffizier („officier de santé“) an den napoleonischen Feldzügen teilnahm. Er starb 1832 in seiner Landpraxis an der Cholera. Sein Sohn Joseph-François absolvierte bis 1826 eine Ausbildung zum Gesundheitsoffizier in Nancy und studierte anschließend Medizin in Paris. 1827 war er Praktikant („externe des hôpitaux“) und 1828 bis 1830 Stationsschüler („élève stagiaire“) im Pariser Militärspital Val-de-Grâce. 1831 verteidigte er seine Doktoratsthese.
Als Chef einer französischen Militärambulanz nahm er am Sturm auf Warschau teil und verließ das Land erst, als der Aufstand zusammengebrochen war.
Nacheinander war er mit dem Hôpital Saint-Louis und mit dem Hôpital de la Charité verbunden. 1835 wurde er zum außerordentlichen Professor ernannt und bewarb sich vier Mal um eine ordentliche Professur, die er 1850 für den Lehrstuhl der Chirurgie („médecine opératoire“) erhielt.
Vom 28. Juni 1847 bis 24. Februar 1848 war er in der Gruppierung Linke-Mitte („centre gauche“) Abgeordneter in der letzten Legislaturperiode der Deputiertenkammer der Julimonarchie.
Am 23. Juni 1846 wurde Malgaigne Mitglied der „Académie de médicine“ in der Sektion „Operative Medizin“ und für das Jahr 1865 wurde er als Präsident der Académie gewählt. In der Sitzung von 10. Januar 1865 erlitt er einen Schlaganfall, von dessen Folgen er sich nicht erholte. Nach seinem Tod hinterließ er ein Vermögen von 1.054.876,63 Franc.

### Streitbarer Journalist
Ab den 1830er Jahren machte er durch seine kritischen und meist auch polemischen Zeitschriftenartikel auf sich aufmerksam. Er war Eigentümer eines Journal de Chirurgie, das er über vier Jahre allein redigierte, und dessen Direktion er übernahm, als es 1847 in Revue médico-chirurgicale umbenannt wurde.
1843 prozessierte er mit Jules Guérin, dem Gründer der Zeitschrift La Gazette médicale. Guérin war Direktor einer privaten Orthopädieanstalt und er war ohne vorherige Ausschreibung mit der Betreuung der orthopädischen Klinik des „Hôpital Necker-Enfants malades“ beauftragt worden. Guérin war der Sprecher einer Schule, die davon ausging, dass alle angeborenen Deformitäten des Skeletts durch Muskelverkürzung bedingt seinen und folglich durch Tenomyotomie zu behandeln wären. Malgaigne untersuchte die von Guérin behandelten Patienten und wies nach, dass die Tenomyotomie nur mäßige Erfolge zeigte. Er wurde daraufhin von Guérin verklagt, bekam aber im November 1843 und in einem Revisionsverfahren im März 1844 teilweise Recht zugesprochen.
In der Sitzung der Académie de médecine vom 13. Dezember 1853 warf Malgaigne die Frage auf, ob es zutreffe, dass seit der Einführung der Pockenimpfung weniger Menschen das Erwachsenenalter erreichten. Louis-Adolphe Bertillon antwortete ihm 1855 mit einer statistisch unterfütterten Denkschrift.

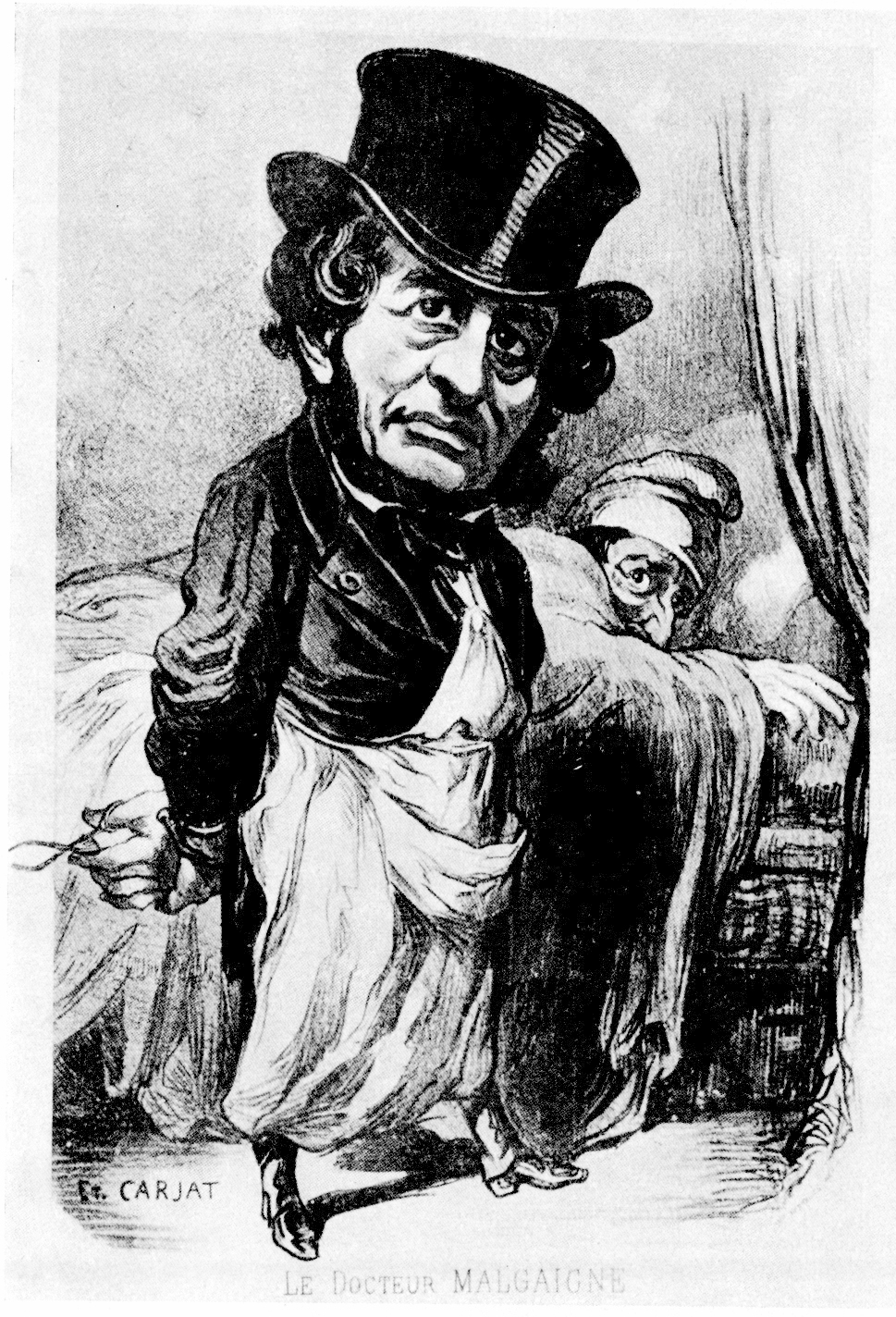
Jos. François Malgaigne. Karikatur von Étienne Carjat

1875 erinnerte sich Jules Richard an Malgaigne:
| Ce petit homme sec, au teint bilieux, à l’œil ardent, n’avait rien de Mirabeau ni de Lamartine ; sa voix cassante et métallique, scandant les paroles comme pour les faire entrer plus avant, laissait filtrer entre ses lèvres minces l’ironie, le sarcasme, l’apostrophe et même l’invective ; elle s’élevait souvent jusqu’à la hauteur de l’éloquence, mais il ne sut jamais la maîtriser. | Dieser kleine und hagere Mann mit der galligen Hautfarbe und dem feurigen Blick hatte nichts von einem Mirabeau oder von einem Lamartine. Seine metallisch-schneidende Stimme skandierte die Worte, als ob sie diese weiter vortreiben wollte. Diese Stimme filtrierte zwischen seinen schmalen Lippen die Ironie, den Sarkasmus, die Auslassung und selbst die Schmähung. Sie erhob sich oft bis zur Höhe der Beredsamkeit, aber er hatte sie nie in der Gewalt. |

### Arzt
Im Vergleich zu seinen Zeitgenossen Auguste Nélaton, Émile Vidal, Amédée Bonnet, Duchenne und Valleix war Malgaigne weder ein großer Kliniker noch ein kühner Operateur. Seine Methode der Naht der Darmöffnung zum Verschluss von Kotfisteln erlangte Verbreitung. Seine Hauptverdienste liegen im Bereich der theoretischen Medizin. Sein Manuel de médecine opératoire wurde ab 1834 bis 1888 neun Mal aufgelegt und ins Englische sowie ins Deutsche übersetzt. Sein Hauptwerk war der ab 1847 umlaufende Traité des fractures et des luxations. Am 12. Januar 1847 gab Malgaigne der Académie de médécine den ersten wissenschaftlichen Bericht über die Anwendung der Äthernarkose in Frankreich.
Als Medizinhistoriker gab er die chirurgischen Werke Ambroise Parés heraus, und er bereitete eine Gesamtdarstellung der Geschichte der Chirurgie vor, die er aber nicht mehr fertigstellen konnte.

## Schriften (Auswahl)
- Nouvelle théorie de la voix humaine, thèse de Paris, 1828. (Gekrönte Preisschrift der Société médicale d’émulation). Abgedruckt 1831 in: Archives générales de médecine als Nouvelle théorie de la voix : S. 202–239 (Digitalisat) und S. 327–355 (Digitalisat)
- Mémoire sur les luxations scapulo-humérales. In: Journal des progrès, 1830
- Des polypes utérines (Th. Agrég.) Paris 1833
- Manuel de médecine opératoire, fondée sur l’anatomie normale et l’anatomie pathologique. Baillière, Paris 1834 (Digitalisat) 9. Auflage, Alcan, Paris 1888 Band I (Digitalisat) Band II (Digitalisat)
  - Lehrbuch der operativen Medicin. Übersetzt von Dr. Heinrich Ehrenberg. (Nach der 4. Auflage.) Friedlein und Hirsch, Leipzig 1843 (Digitalisat)
  - Manual of operative surgery … Renshaw, London 1846 (Digitalisat)
  - Operative surgery … Blanchard, Philadelphia 1851 (Digitalisat)
- Traité d’anatomie chirurgicale et de chirurgie expérimentale. Wahlen, Brüssel 1838 (Digitalisat)
- Histoire de la chirurgie en occident depuis le VIe jusqu’au XVIe siècle, et histoire de la vie et des travaux d’Ambroise Paré. Baillière, Paris 1840 (Digitalisat)
- Œuvres complètes d’Ambroise Paré … Baillière, Paris 1840–1841 Band I (1840) (Digitalisat) Band II (1840) (Digitalisat) Band III (1841) (Digitalisat)
- Mémoire sur un nouveau moyen de prévenir l’inflammation après les grandes lésions traumatiques et spécialement après les opérations chirurgicales. Cosson, Paris 1841 (Digitalisat)
- Leçons cliniques sur les hernies, faites à l’amphithéâtre du Bureau central des hôpitaux civils de Paris ein 1839-1840, par J.-F. Malgaigne. Baillière, Paris 1841 (Digitalisat)
- Etudes sur l’anatomie et la physiologie d’Homère. Baillière, Paris 1842 (Digitalisat)
- Über die Eingeweidebrüche. Leipzig 1842.
- Traité des fractures et des luxations. Baillière, Paris 1847–1855 Band I (1847) (Digitalisat) Band II (1855) (Digitalisat) Atlas (1855) (Digitalisat)
  - Die Knochenbrüche und Verrenkungen. Deutsch bearbeitet von Dr. C. G. Burger. Rieger, Stuttgart 1850–1856, Band I (1850) (Digitalisat) Band II (1856) (Digitalisat)
  - A treatise on fractures.  Lippincott, Philadelphia 1859 (Digitalisat)
- Leçons d’orthopédie … A. De la Haye, Paris 1862 (Digitalisat)

## Werkverzeichnisse
- Exposé des travaux scientifiques de J.-F. Malgaigne. S.l., s. n., 1866. (Digitalisat)
- Candidature à une place vacante à l’Académie royale de médecine, section pathologie chirurgicale. Exposé des titres de M. J.-F. Malgaigne. Paris (Digitalisat)
- Jarjavay. Eloge de M. le Pr Malgaigne prononcé...à la séance de rentrée de la Faculté de médecine, l e 3 novembre 1866. (Digitalisat)